# Oddworld: Abe’s Exoddus
Oddworld: Abe’s Exoddus — видеоигра в жанре платформер, продолжение Oddworld: Abe's Oddysee, разработанное студией Oddworld Inhabitants. Игра продолжает историю Эйба — мудокона, который проникает на фабрики злобных глюкконов, чтобы спасти своих собратьев от рабства.

## Сюжет
Вернувшись после спасения мудоконов с фабрики Rupture Farms (события первой игры), Эйб был встречен своими собратьями как герой. На праздновании он теряет сознание, и его посещают духи предков с просьбой о спасении мудоконов из Некрума — шахты, где рабы добывают кости собственных предков для другой возглавляемой глюкконами компании «Soul-Storm Brewery», которая делает из них пиво. Приходя в себя, Эйб отправляется на поиски Некрума, взяв с собой несколько сородичей и, следуя за поездом-монорельсом, они находят шахту и проникают в неё. С этого момента начинается игра. Далее по сюжету герой уничтожает шахту и спасает рабов, скитается по джунглям, посещает земли древних, снова сталкивается со священными животными, и наконец последовательно уничтожает казармы слигов, костеперерабатывающую фабрику, железнодорожную станцию и пивоварню, попутно расправляясь с их зверским руководством, спасая сородичей и освобождая от заточения духи предков.

## Игровой процесс
Игра представляет собой платформер, аналогично предыдущей.
Задачей игрока является спасение мудоконов, которые заточены в рабство на фабриках глюкконов. Для прохождения игры не обязательно спасать мудоконов, но в этом случае концовка будет другой. Для спасения необходимо сказать встреченному мудокону, чтобы он следовал за вами, после этого вам нужно привести его к порталу и с помощью медитации открыть его — мудокон тут же прыгнет в открывшийся портал и будет спасен.
Также, как и в первой игре, герой может разговаривать с другими мудоконами, произнося простые фразы, вроде «привет» и «иди за мной». Также иногда игра предлагает головоломки, в которых игроку нужно действовать сообща с другими мудоконами, как например потянуть одновременно за три рычага. В отличие от первой части, у мудоконов появились эмоции и статусы состояния. Они могут быть злыми, грустными, одурманенными, нездоровыми и слепыми. Каждый из этих типов требует специального обращения.
1. Злой мудокон отказывается разговаривать, не подчиняется командам, пытается ударить игрока, устраивает драки с сородичами, иногда своевольно управляет механизмами через рычаги. Приходит в себя, когда герой извиняется перед ним. Мудокона можно разозлить либо ударом, либо проливанием воды на голову. Злые мудоконы будут продолжать драку, периодически замахиваясь на вас, до тех пор, пока один из них не будет убит или пока вы не покинете этот игровой экран или пока не прикажете им остановиться. Если герой дерется с двумя мудоконами одновременно с двух сторон, они могут его убить.
2. Весёлый мудокон одурманенный действием веселящего газа будет с хихиканьем бегать около вас и не будет подчиняться вам. Единственный способ привести его в чувство — вывести из комнаты с веселящим газом и ударить один раз.
3. Расстроенный мудокон (в депрессии) может покончить с собой, если вы будете бить его или если у него на глазах погиб другой мудокон. Нормальный мудокон впадает в депрессию после смерти другого мудокона.
4. Слепой мудокон ничего не видит и идёт исключительно на голос. Он может случайно упасть в пропасть, нарваться на врага или дрель-автомат, поэтому вам необходимо постоянно говорить ему, что делать.
5. Пьяному (или подвергшемуся воздействию электрослёзовыжималки) мудокону требуется лечение исцеляющей волной, и пока он его не получит, он ни на что не будет реагировать.

Как и в первой игре вы с помощью медитации можете подчинять себе волю врагов и управлять ими. Но в отличие от первой части вы можете подчинять себе не только слигов, но и парамитов, скрабов, глюкконов и даже свои собственные газы, если выпьете наркотический напиток Soul-Storm Brew.

## Концовки
В игре две концовки — хорошая и плохая. Какую из них вы получите, определит количество спасённых вами мудоконов. Всего в игре их — 300.
- Sad Ending. Если вы спасёте менее 150 мудоконов, то вас ждёт эта концовка. Озлобленные мудоконы не дают Эйбу спастись с производства напитка и предают в руки директора — Брюмастера (Brewmaster), который приказывает пустить несчастного на очередную партию. Под разрядом «Экстрактора слёз» Эйб превращается в разлетающихся в разные стороны птиц.
- Good Ending. Если же спасти более 150 мудоконов, то вас ждёт хорошая концовка. Эйб спасается с производства, SoulStorm взлетает на воздух от перегрузки главного бойлера, Брюмастер погибает во взрыве. Дома Эйба встречают как героя, мудоконы вернулись к нормальной жизни. Эйб отмечает, что в рабстве ещё где-то остаются неспасённые мудоконы, и готовится в новый поход.
- Наконец, если вам удастся спасти всех 300 мудоконов, то после концовки вашему вниманию будет представлена галерея концепт-артов.

Как следует из сюжета следующей части, Munch’s Oddysee, Good Ending является настоящей концовкой Abe’s Exoddus.

## Персонажи, существа
В игре представлены те же самые персонажи, что уже были в первой части, плюс несколько новых:
- Мудоконы. Гуманоидная раса с богатой историей и культурой, населяющая Oddworld. Большинство мудоконов были захвачены и отправлены на различные предприятия, контролируемые глюкконами. Протагонист игры Эйб также является мудоконом. В предыдущей части игры, Abe's Oddysee, Эйбу удалось сбежать, а потом прекратить работу мясокомбината Rupture Farms. В этой части игры Эйб по просьбе костяных духов отправляется на кладбище мудоконов - Некрум, после визита к ним его цель - устранение предприятий глюкконов. В игре появляются практически повсеместно, в основном - в качестве объектов спасения. Эйб должен приводить встреченных им товарищей к птичьим порталам, которые он открывает при помощи шаманских песнопений. Ближе к концу игры Эйб будет встречать других шаманов, которые в свою очередь будут помогать ему, давая силу. Песнопения Эйба имеют целый ряд функций, но в основном оно используется для открытия птичьих порталов и его переселения в тела противников.
- Слиги. Самые массовые враги в игре, безногие зелёные существа с парой рук, красными светящимися глазами и щупальцами на лицах. Чаще всего Эйбу придётся сталкиваться со слигами, одетыми в кибер-форму позволяющую им перемещаться пешком. Вооружены ружьями, из которых не только стреляют, но и безжалостно колотят ими рабов-мудоконов. Их можно миновать, тихо перемещаясь в тенистых зонах. В присутствии слига общаться с другими мудоканами смертельно опасно, т.к. он сразу будет стрелять на поражение. Слиги поддаются вселению, и оно гибельно для них; когда Эйб покидает тело слига, последнего разрывает на части. Услышав песнопения Эйба, слиг будет стрелять, если они находятся на одном и том же уровне. Если же нет то слиг бегает из стороны в сторону, крича о помощи. Захваченный слиг может ходить, бегать, стрелять, разговаривать, управлять слогами, использовать лифт, дёргать рычаги и пользоваться голосовыми замками (единственное, чего он не может — прыгать). Не открывая голосовые замки, некоторые места не пройти. Также панический страх перед песнопениями Эйба может сыграть на руку: если с ним на одном и том же уровне присутствует мудокон, есть шанс вывести его на другой экран, пока слиг мечется в панике. Также слиги являются прислугой глюкконов: когда Эйб захватывает глюккона, последний может отдавать слигу различные команды и тот их будет беспрекословно выполнять.
  - Летающие Слиги. Слиги с киберформой, представляющей собой ранец-вертолёт. В качестве оружия используют гранаты. Поддаются вселению, а при выселении разрываются. Если слиг, летящий низко над землёй, выстрелит гранатой, она разнесёт его.
  - Ползающие Слиги. Слиги, спящие без кибер-формы. Безопасны до тех пор, пока не оденут ноги (взять штаны) или лётный костюм (взять крылья), нажав на кнопку «выдавателей формы», которые обычно находятся неподалёку. Также поддаются вселению и разрываются при выселении.
- Слоги. Собаковидные существа с мощной челюстью на двух лапах. Они агрессивны ко всему кроме слигов. Слиги могут отдавать слогам команды. Сами слоги не поддаются вселению. Существуют как взрослые слоги, так и их щенки пропорционально меньших размеров. Все они смертельно опасны.
- Орбиты. Устройства наблюдения. Внешне представляют собой сферы с красными линзами по центру. Если Эйб попытается применить медитацию, находясь рядом с орбитой, то будет поражён электрическим разрядом. Этот разряд не смертелен, но разгонит птичьи порталы, если таковые находятся рядом. В основном встречаются на предприятиях, но попадаются и в Склепах.
- Скрабы. Священные животные, мускулистые, с крабоподобными ногами, длинной челюстью и без рук. Они очень агрессивны и едва завидев Эйба бегут за ним, сметая всё на своем пути. Если два скраба встретятся, то сразятся за территорию и выживет лишь один, что значительно облегчит прохождение некоторых мест. Поддаются вселению, но, обладая колоссальной силой, на порядок превосходящей остальных вселяемых существ, не погибают при выселении, в отличие, например, от слигов. Крик силы Шредов меняет режим атаки с ножной на верчение, тогда заколдованный Эйбом скраб может убить одним ударом практически любое количество противников. Одного-двух Фличей может растоптать ногами (клавиша вниз), но если загонит их в угол и не предпримет никаких действий, то будет съеден.
- Парамиты. Также священные животные, рукомордые, отдаленно напоминают пауков. В отличие от скрабов, парамиты менее агрессивны. Одинокий парамит держится от Эйба на расстоянии и не будет нападать, если только не загнать его в угол. Если же парамитов двое или более, то они нападут незамедлительно. Парамитов легко отвлечь, кинув им кусок мяса. Также парамиты могут лазать по вертикально натянутым паутинам. Как и скрабы, поддаются вселению, при этом остаются живы при выселении, поскольку также обладают колоссальной силой. Фличи также боятся их, однако при загоне в угол могут съесть парамита, если он не предпримет никаких действий.
- Шрайкулл. Самое смертоносное существо в игре. Выглядит как гибрид Скраба и Парамита. Эйб может трансформироваться в это богоподобное существо и сметать всё на своем пути с помощью мощных молний и силы духов. Для превращения в Шрайкулла Эйб должен привести необходимое число мудоконов к особому порталу. Эти порталы отмечены цифрой, указывающей, сколько именно мудоконов нужно привести.

Эйб и мудоконы крадутся мимо спящего Слига.

- Фличи. Они начинают жизнь как домашние животные глюкконов, а когда вырастают слишком большими, их смывают в туалет. Фличи заселили подземный мир и джунгли Оддворлда. Выглядят как зеленые черви (большие гусеницы). Фличи чаще всего встречаются спящими повиснув на потолке. Жалят длинными языками; один удар не смертелен, однако после определённого количества ударов флич пожирает противника целиком. В отличие от остальных противников они могут подниматься вверх и вниз по уровням, но не способны перепрыгивать ямы. Не поддаются вселению.
- Сларги. Низшая форма жизни в Оддворлде, похожи на мокриц. Возможно, являются личинками фличей. Сами по себе не опасны, но если на них наступить, они лопаются с громким писком, поднимая от сна фличей или слогов. Парамиты могут есть сларгов; съеденные им сларги не шумят. Вселению они не поддаются.
- Гритеры (Приветики). Охранные роботы, имеют цилиндрическую форму, ездят на колёсике. Они были созданы для рекламирования и общения с публикой. Но когда они стали нападать на своих клиентов, их переквалифицировали в охранников. Не поддаются вселению, ибо не являются живыми существами. Патрулируют территории и пользуются детекторами. Чтобы оставаться незамеченным, Эйб должен остановиться и замереть, когда детектор проходит через него, иначе получит смертельный разряд. Больше всего их на станции Fee Co Depot.
- Глюкконы. Доминирующая раса. Хрестоматийные злые предприниматели. У них головы осьминогов. Ноги почти полностью атрофированы, а передвигаются они на чрезмерно развитых и мускулистых руках, длина которых составляет примерно 4/5 высоты тела. Строгие костюмы скрывают длину рук и мешают свободно шевелить ими, поэтому передвигаются глюкконы прыжками. Так как руки выполняют функцию ног, глюкконы лишились манипулирующих конечностей, но они используют слигов для выполнения нужной работы. Без обслуживающего персонала не могут даже ездить на лифтах, хотя есть такие уровни, где лифты работают от голосовых замков. Они не останавливаются ни перед чем ради получения прибыли, уничтожают даже целые виды, если это выгодно. Они уничтожили манчей (хотя в продолжении выясняется, что это не совсем так) и почти истребили скрабов и парамитов. Поддаются вселению и погибают при выселении. Большинство глюкконов заменимы, и их гибель фатальных последствий не повлечёт, но в ряде случаев некоторых глюкконов потребуется оставить в живых, чтобы сначала пройти за них часть уровня и отключить подконтрольное ему предприятие и систему охраны, иначе Эйб погибнет от газа, ей выпущенного. Эти случаи относятся к трем глюкконам из высшего руководства — генералу Дрипику, директору Флегу и Вице-президенту Эслику.
  - Генерал Дрипик. Военный, начальник казарм Слигов (Slig Barracks; в русской версии казармы именуются бараками).
  - Директор Флег. Глюккон, ответственный за костеперерабатывающую фабрику (Bonewerkz; в русской версии ООО «Кости»).
  - Вице-президент Эслик. Глюккон, ответственный за склад, железнодорожную станцию (Fee Co Depot) и хранилище. Прозвище: Дядюшка Эслик.
  - Брюмастер. Глюккон, управляющий производством напитка SoulStorm Brew. Его имя говорящее, означающее «Пивовар». Появляется только в видеороликах: сначала ругает слига за нехватку слёз мудоконов, затем гибнет при взрыве главного бойлера.

## Версии
- Game Boy Color порт, выпущенный под названием «Oddworld Adventures 2» был разработан Saffire и издан GT Interactive в 1999. Игра представляла собой лишь обрезанную версию без сюжета[2].
- Российская компания «Фаргус» выпустила версию, где речи персонажей и все надписи полностью на русском языке.

## Оценки
| Сводный рейтинг       | Сводный рейтинг           |
| Агрегатор             | Оценка                    |
| --------------------- | ------------------------- |
| GameRankings          | 86,75 % (ПК) 90,42 % (PS) |
| Русскоязычные издания |                           |
| Издание               | Оценка                    |
| «НИМ»                 | 9,6/10                    |